# Dolmen de Roscoualc'h
Le dolmen de Roscoualc'h, appelé aussi Karreg-An-Aour, est situé à Trédrez-Locquémeau dans le département français des Côtes-d'Armor.

## Protection
L'édifice est classé au titre des monuments historiques en 1982.

## Description
C'est un petit dolmen à couloir constitué de huit orthostates recouverts d'une unique table de couverture qui s'est effondrée côté est. L'ensemble du dolmen est encore enserré dans son cairn qui mesure de 20 m à 30 m de diamètre. La table mesure 2,50 m de longueur pour 2,15 m de largeur et 0,50 m d'épaisseur. La chambre ouvre à l'est et le couloir au nord. Le couloir est en grande partie enterré. Toutes les dalles sont en schiste.
Ce dolmen pourrait correspondre à l'allée-couverte de Keranvilin mentionnée dans d'anciens inventaires.

## Folklore
Selon la tradition, un vieil homme au large chapeau habitait l'édifice où il avait caché son trésor. Il n'en sortait que la nuit.